# Teen Titans
Els Teen Titans, són un grup de personatges de ficció de còmics i de superherois de l'Univers DC. En un principi va ser pensat com una mena de versió juvenil de la Lliga de la Justícia, ja que reunia els companys adolescents dels principals membres d'aquest grup, com ara Robin, Kid-Flash i Aqualad (companys de Batman, Flash i Aquaman respectivament), abans d'incloure una nova Wonder Girl, una versió juvenil de Wonder Woman. Tot i que en una poterior encarnació, als anys vuitanta, van començar a incloure personatges propis, com Raven, Cyborg o Starfire que no estaven directament relacionats amb altres.
L'embrió de la formació del grup es va produir a The Brave and the Bold núm.54 publicat el 30 d'abril de 1964 (data de portada juny-juliol de 1964), quan es van reunir per primera vegada Robin, Kid-Flash i Aqualad. El grup es va tornar a reunir al núm.60 amb la incorporació de Wonder Girl i posteriorment a Showcase núm.59, abans de protagonitzar la seva primera sèrie amb el seu nom.
Al llarg de les dècades, DC ha cancel·lat i rellançat moltes vegades Teen Titans, i en les seves pàgines s'hi han presentat diversos personatges. La sèrie no es convertiria en un autèntic èxit fins al seu revival de la dècada de 1980 com a The New Teen Titans a càrrec de l'escriptor Marv Wolfman i l'artista George Pérez. Un punt àlgid de la sèrie tant en crítica com comercialment va ser l'arc argumental "The Judas Contract", en què els Teen Titans són traicionats per un membre del grup.

## One Year Later: New Teen Titans
En "One Year Later" un salt en la línia de temps després de Crisi Infinita, Robin ha tornat als Teen Titans després d'un any de viatge amb Batman i Nightwing. Sentint-se abandonat per Robin que va seguir la mort de Superboy, Wonder Girl ha eixit de l'equip i ha estat treballant exclusivament, lluitant contra la Germandat de Mal. Starfire està perduda en acció, després de no haver tornat de la seua labor en l'espai. Raven i Beastboy s'han separat: el parador de Raven és desconegut, tot i que s'especula que està a Rússia; i Beastboy ha deixat els Titans per a unir-se a la nova Doom Patrol. Units a aquesta estan Bumblebee dels Titans anteriors i Herald (anomenat Vox). Speedy es diu que està actualment en una illa amb Connor Hawke. Kid Flash que havia crescut, madurat i perdut els seus poders, està " retirat", segons Robin i ha esdevingut el Quart Flash ara. Cyborg està danyat i inactiu des del seu retorn de l'espai, però els genis de 16 anys els germans bessons Wendy i Marvin, l'han reparat i li han donat noves habilitats. Els nous membres inclouen Kid Devil i Rose Wilson (com a Ravager).